# 스미호프

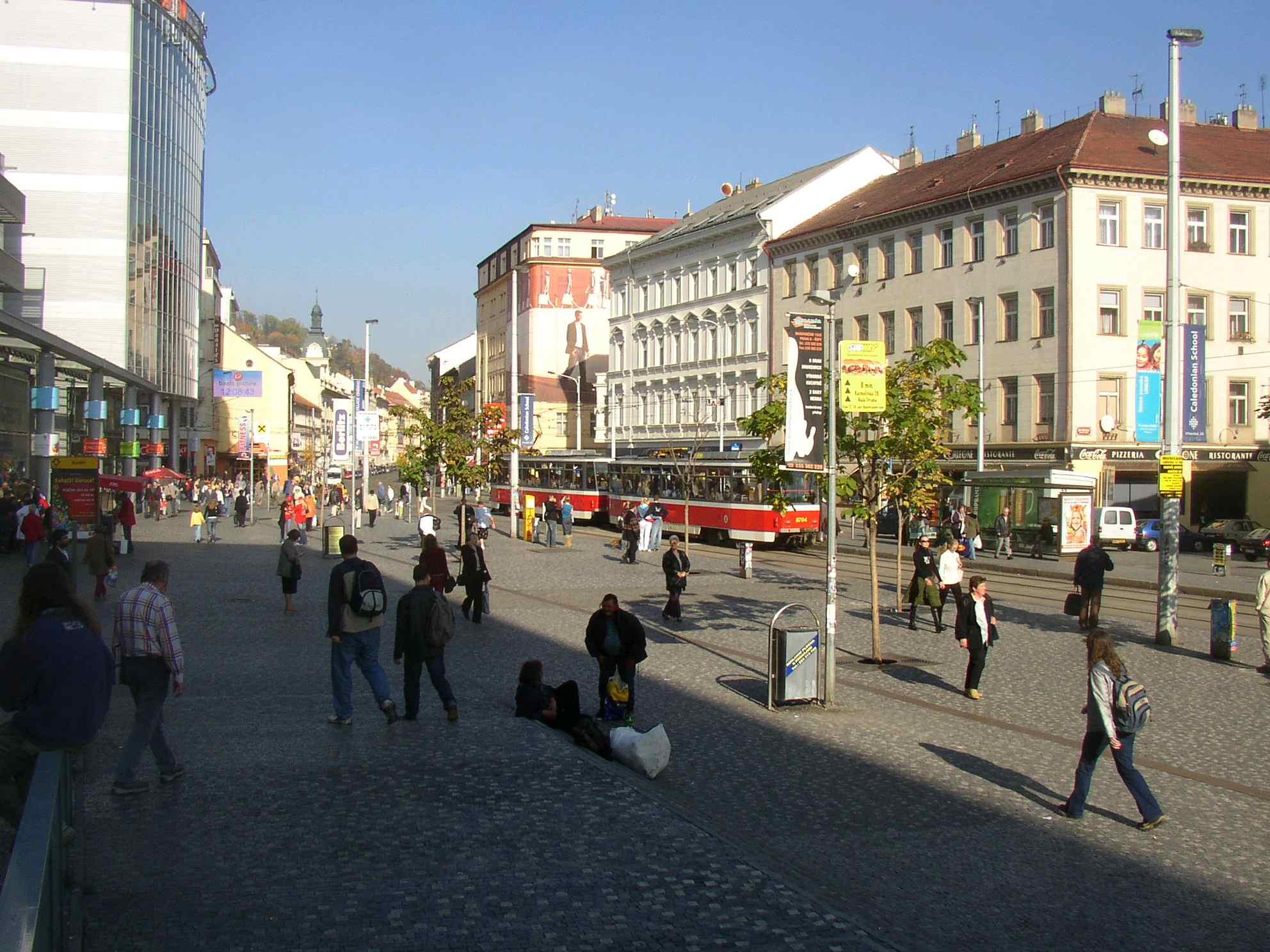
스미호프에서 가장 번화한 중심가인 안뎰 사거리의 모습

스미호프 (Smíchov)는 프라하의 오래된 지역 가운데 하나이며 프라하 5구에 속해 있다.

## 역사
스미호프에 대한 첫 언급은 13세기로 거슬러 올라간다. 하지만 행정력이 미치고 도시로 정착된 것은 16세기에 들어와서이다. 스미호프에는 볼프강 아마데우스 모차르트가 18세기에 머물렀던 저택이 있는 것으로 유명하다.

## 특징
스미호프는 오랜 기간 동안 노동자들의 구역이었다. 스타로프라멘 (Staropramen)과 체스코모라프스카 콜벤 다녜크 (Českomoravská Kolben Daněk)의 큰 공장들이 이 지역에 있었고 현재도 일부 남아 있다. 항상 이 지역에는 가장 가난한 사람들이 거주했다. 1920년대말이 되면서 안뎰 (Anděl) 근처에 스미호프의 중심가가 형성되기 시작하였다. 옛날 건물들은 수리되고 새로운 쇼핑 센터와 영화관이 들어섰다.

## 교통
스미호프에는 지하철 B선의 스미호프스케 나드라지 (Smíchovské nádraží) 역과 안뎰 (Anděl) 역이 있다. 우예스트 - 안뎰 (Anděl) - 흘루보체피 - 바란도프 (Barrandov)를 연결하는 전차로와 팔라츠케호 나몌스티 (Palackého Náměstí) - 안뎰 (Anděl)- 코틀라지카 (Kotlářka) - 르제피 (Řepy)를 연결하는 전차로가 지난다. 스미호프스케 나드라지와 리호바르 (Lihovar)는 프라하의 남부로 나가는 버스 교통의 중심이다.